# Comuna de Wierzchlas
Wierzchlas (polaco: Gmina Wierzchlas) é uma gminy (comuna) na Polónia, na voivodia de Lodz e no condado de Wieluński. A sede do condado é a cidade de Wierzchlas.
De acordo com os censos de 2004, a comuna tem 6640 habitantes, com uma densidade 55,7 hab/km².

## Área
Estende-se por uma área de 119,2 km², incluindo:
- área agrícola: 60%
- área florestal: 35%

## Demografia
Dados de 30 de Junho 2004:
|                      | Total   | Total | Mulheres | Mulheres | Homens  | Homens |
| -------------------- | ------- | ----- | -------- | -------- | ------- | ------ |
|                      | pessoas | %     | pessoas  | %        | pessoas | %      |
| População            | 6640    | 100   | 3308     | 49,8     | 3332    | 50,2   |
| Densidade (pop./km²) | 55,7    | 100   | 27,8     | 27,8     | 28      | 28     |

De acordo com dados de 2002, o rendimento médio per capita ascendia a 1229,28 zł.

## Subdivisões
- Broników, Jajczaki, Kamion, Kochlew, Kraszkowice, Krzeczów, Łaszew, Łaszew Rządowy, Mierzyce, Przycłapy, Przywóz, Strugi, Toporów, Wierzchlas.

## Comunas vizinhas
- Działoszyn, Osjaków, Pątnów, Siemkowice, Wieluń